# St. Gordianus und Epimachus (Prüm-Niederprüm)

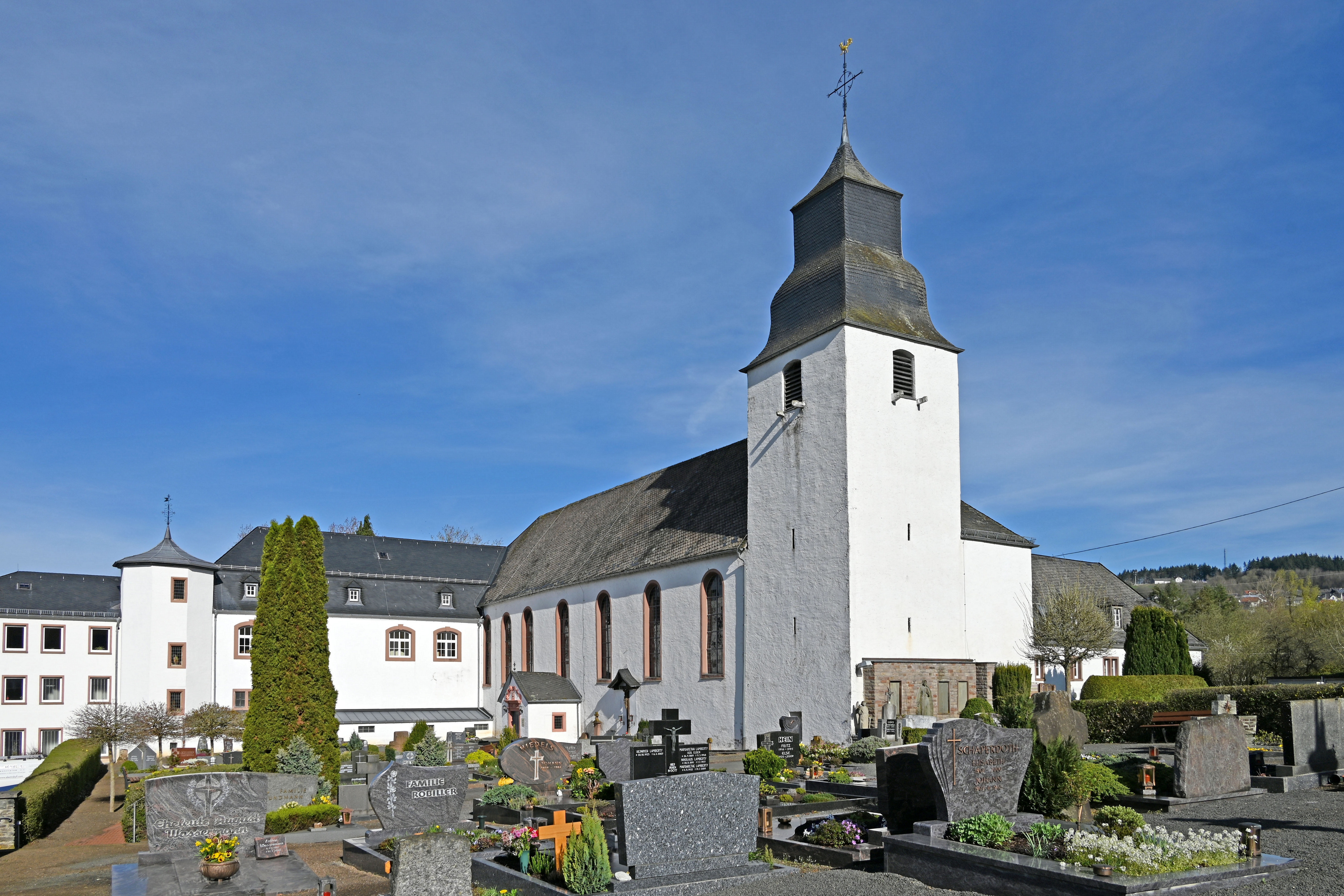
St. Gordianus und Epimachus in Niederprüm

Die Kirche St. Gordianus und Epimachus ist die römisch-katholische  Pfarrkirche von Prüm-Niederprüm im Eifelkreis Bitburg-Prüm in Rheinland-Pfalz. Die Pfarrei gehört in der Pfarreiengemeinschaft Prüm zum Dekanat St. Willibrord Westeifel im Bistum Trier.

## Geschichte
Als die Benediktinerabtei Prüm 1190 auf ihrem Gutshof Niederprüm das Benediktinerinnenkloster Niederprüm gründete, wurde die dazu gebaute Kirche den Märtyrern Gordianus und Epimachus geweiht. Sie war gleichzeitig Pfarrkirche, denn das Kirchenschiff wurde von der Gemeinde genutzt, während die Schwestern und die Äbtissin die Empore besetzten. Von 1668 bis 1677/1679 wurde die alte Kirche durch einen Neubau ersetzt, der heute noch steht. Da die alten Klostergebäude ab 1920 den Vinzentinern gehörten, stellten diese in der Folge regelmäßig die Pfarrer.

## Ausstattung
Der mächtige Hochaltar mit vier Säulen von 1700 wurde mehrfach umgestaltet. Das heutige Altarbild von 2001 zeigt Jesus mit den beiden Emmausjüngern. Es wurde von dem Künstler Stefan Weyergraf Streit angefertigt. Die einschiffige Kirche verfügt über eine Kanzel und zahlreiche Heiligenfiguren. Aus dem alten Klosterschatz ist eine wertvolle Monstranz erhalten.

St. Gordian und Epimachus (Niederprüm)
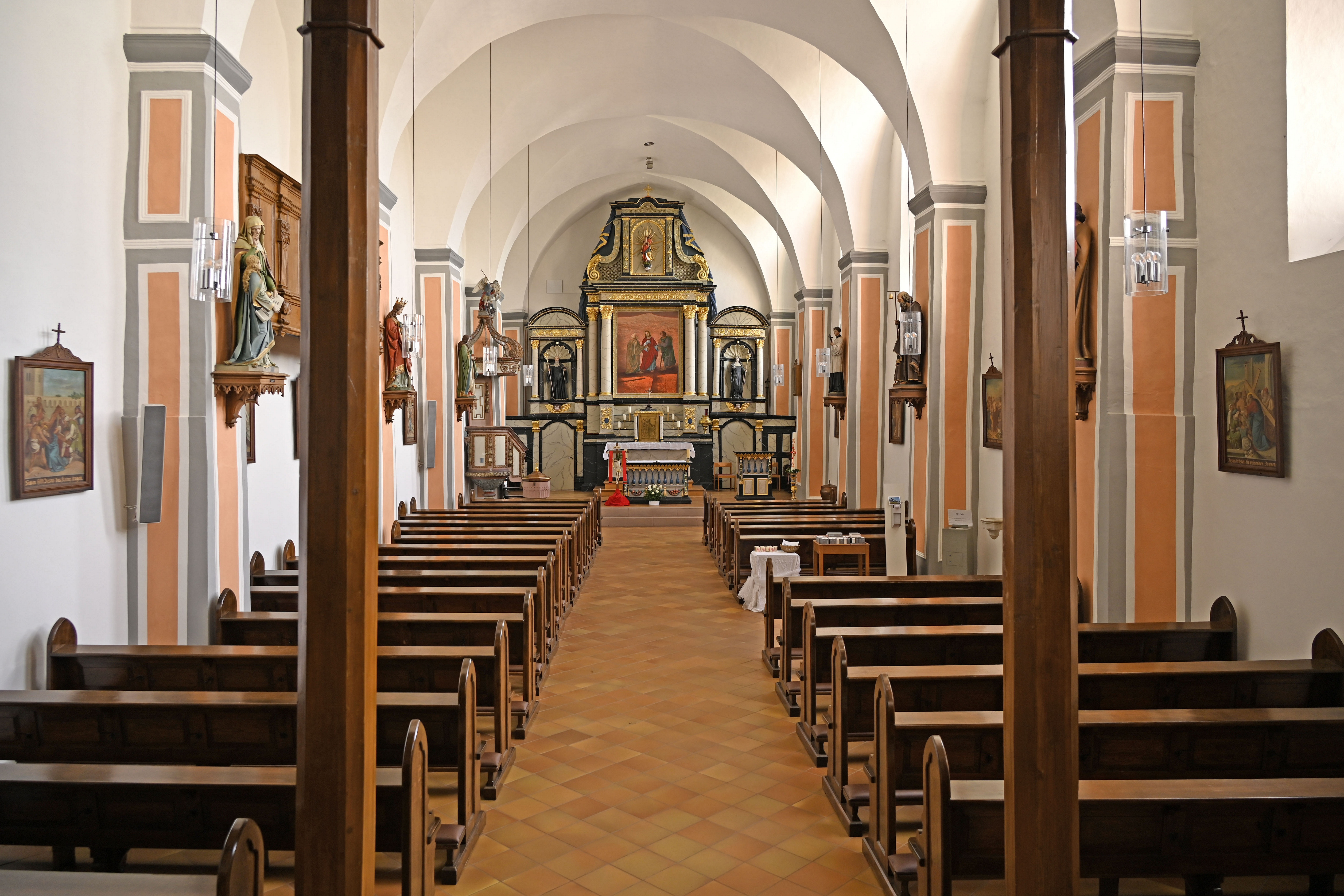
Innenraum
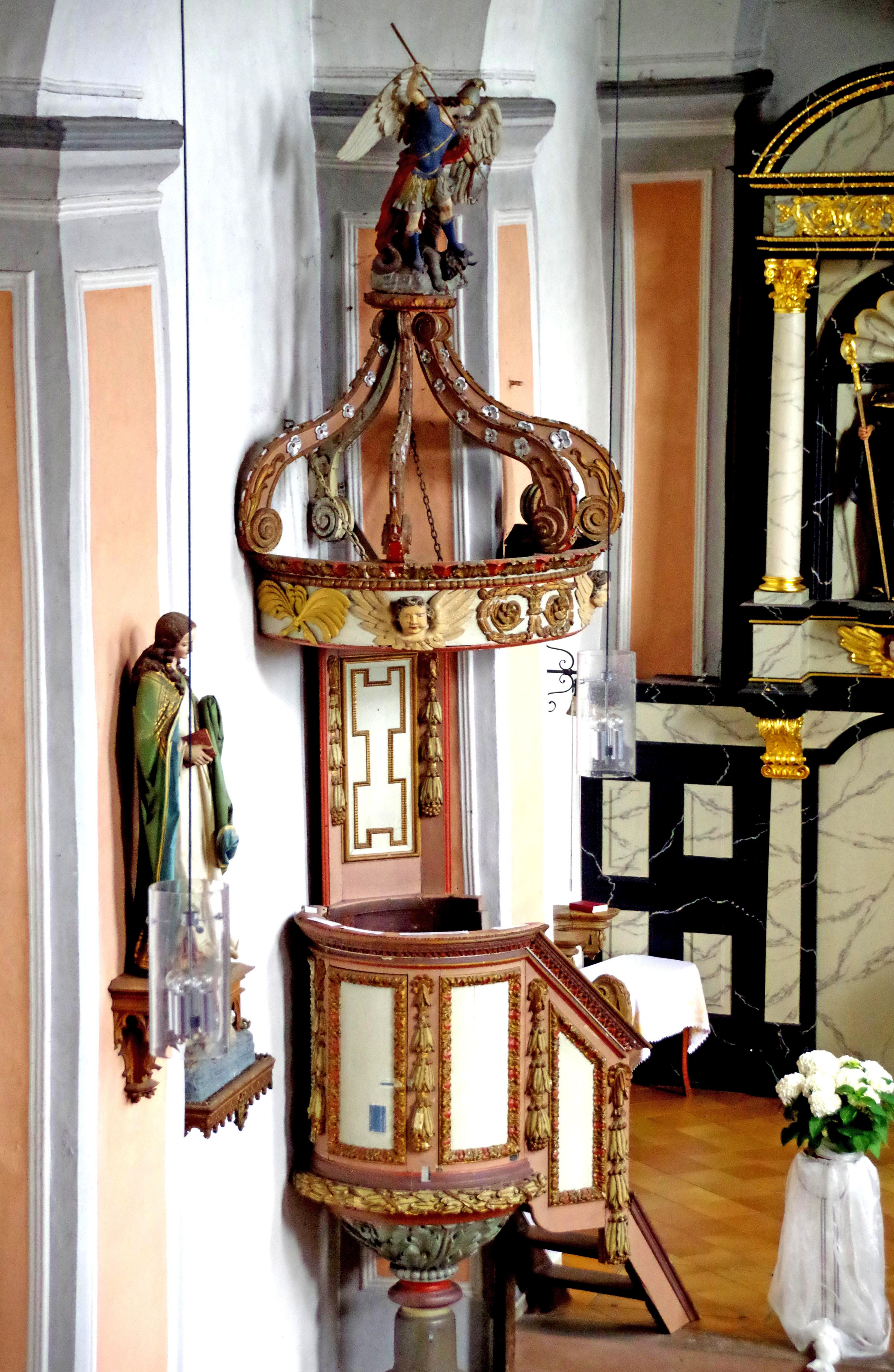
Kanzel
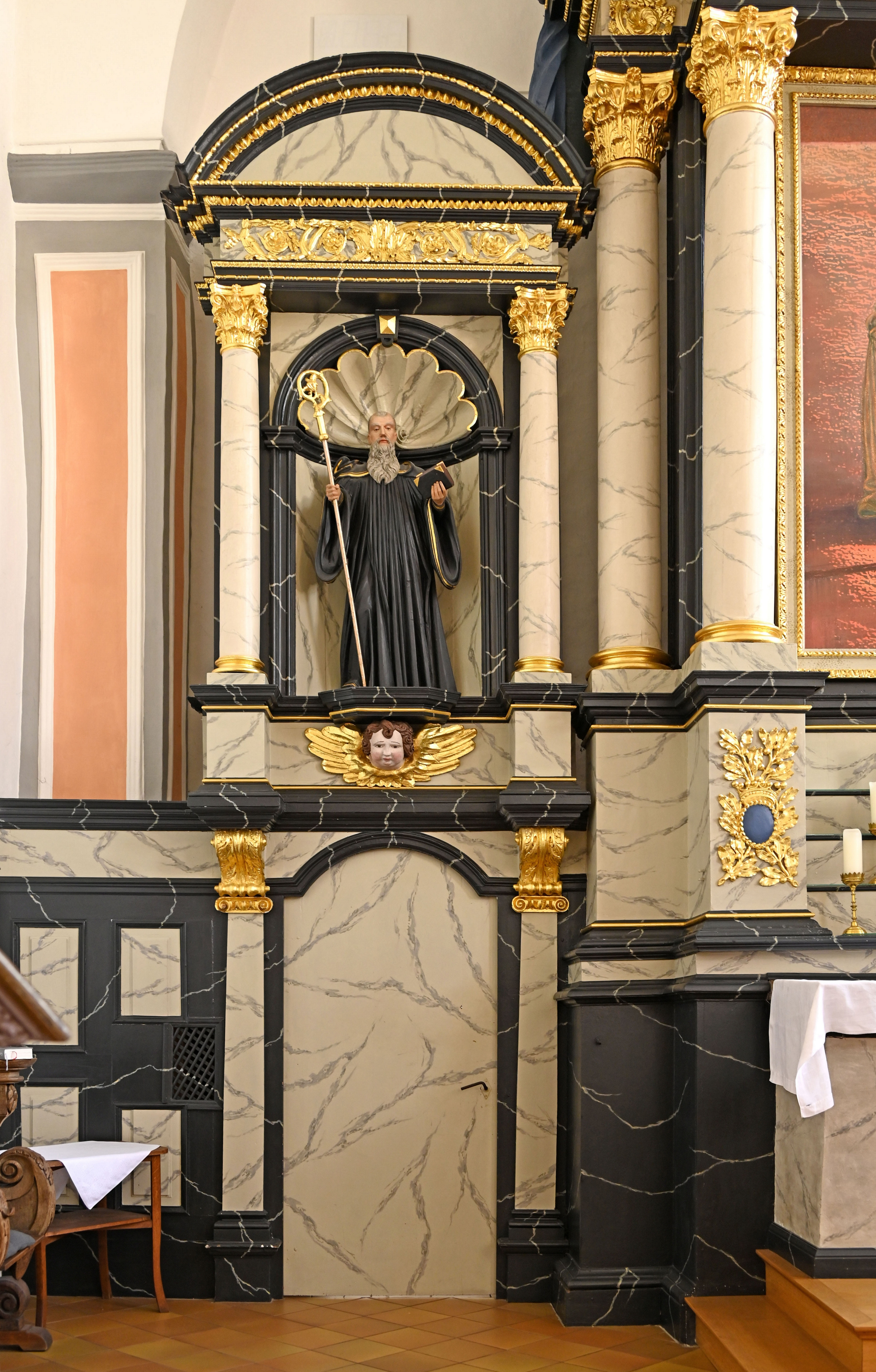
St. Benedikt
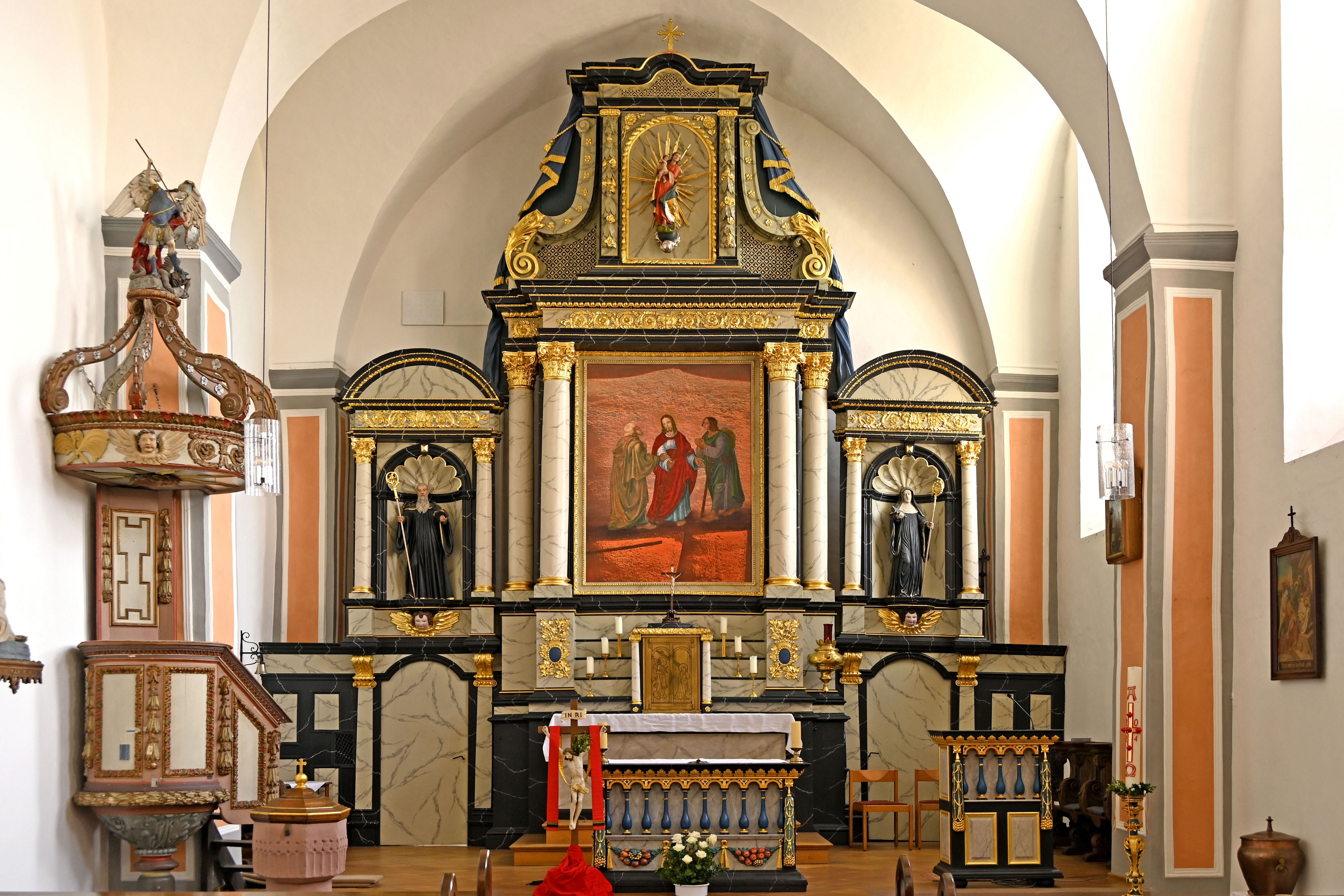
Hochaltar
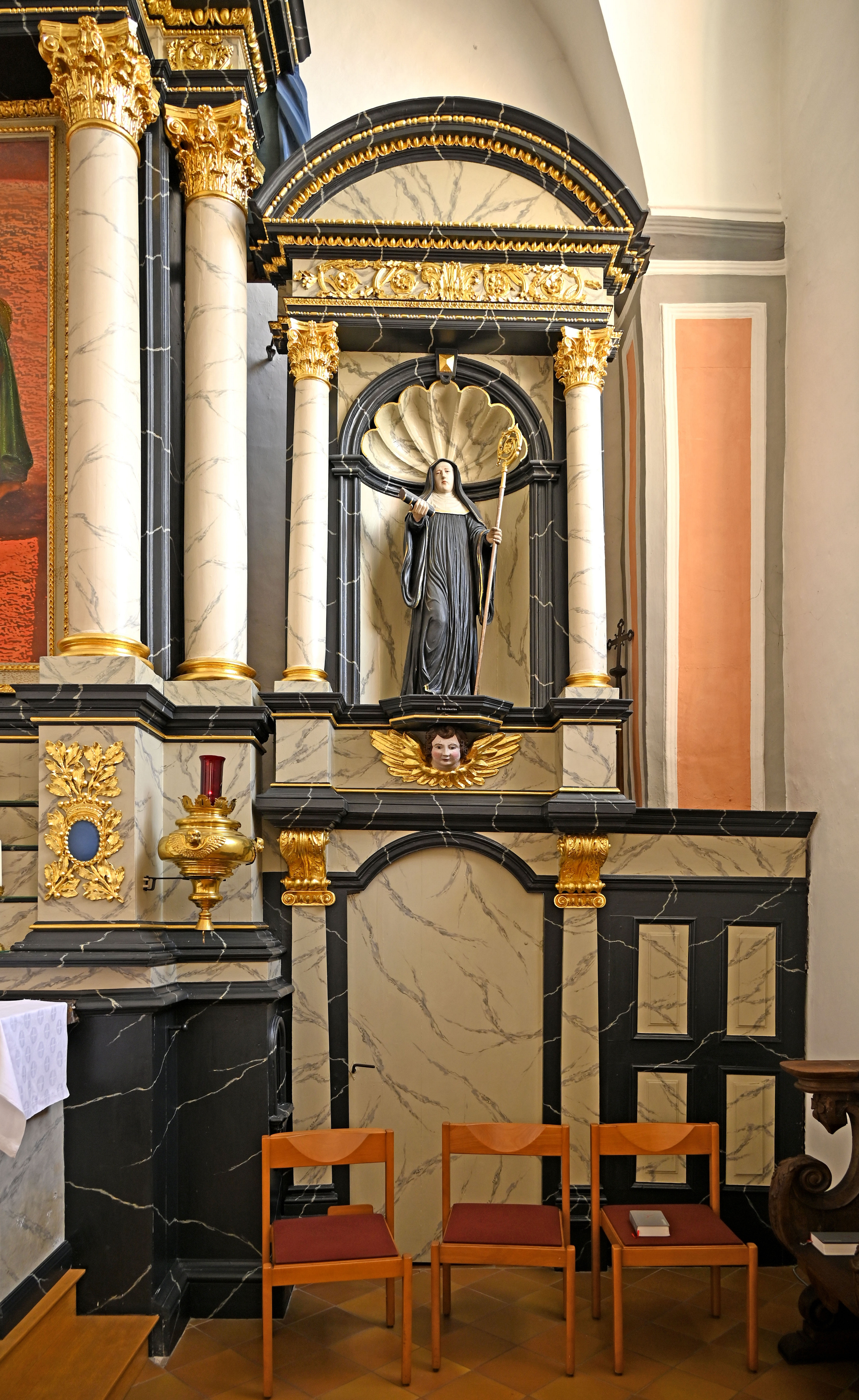
Scholastika
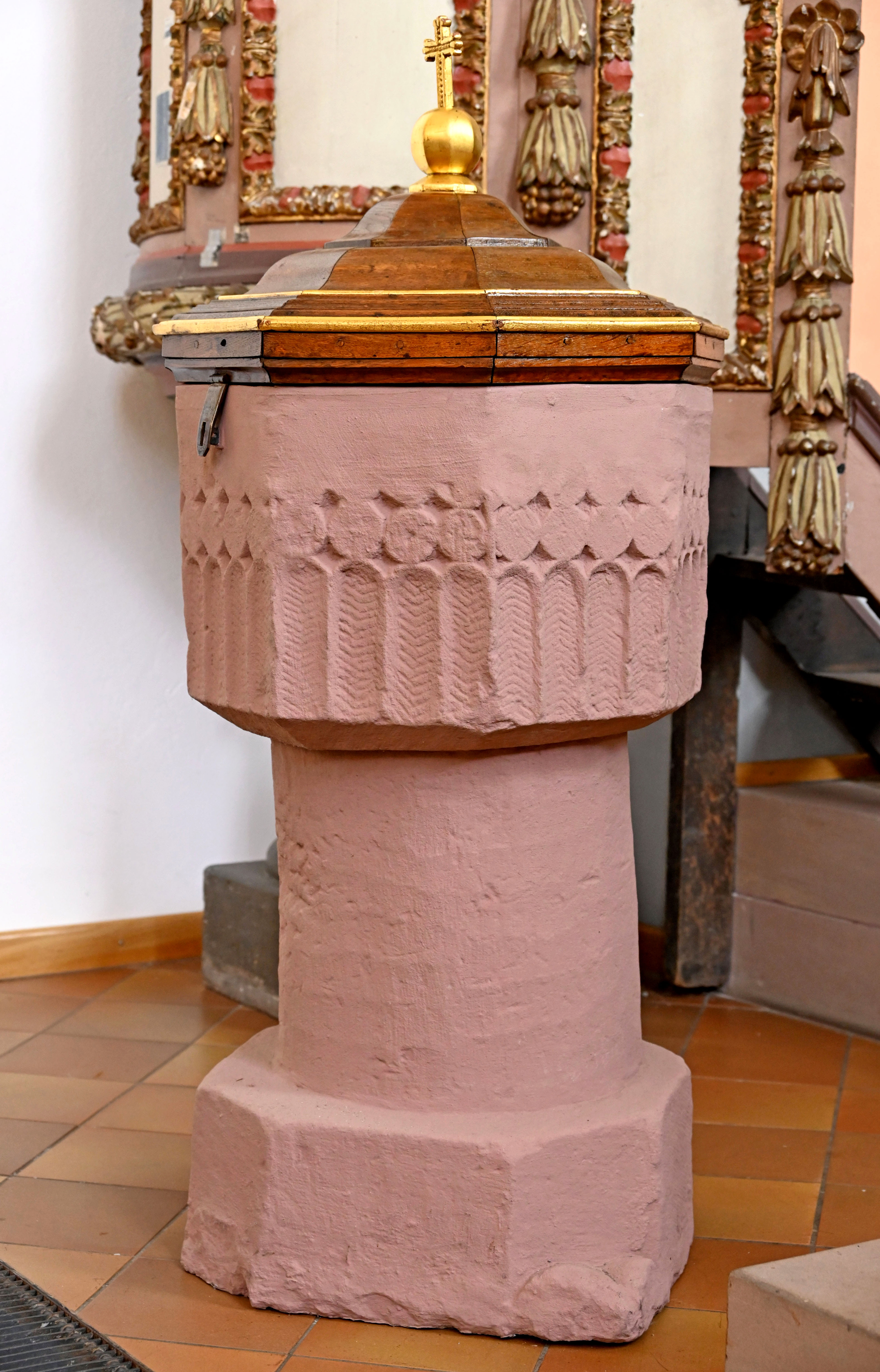
Taufstein
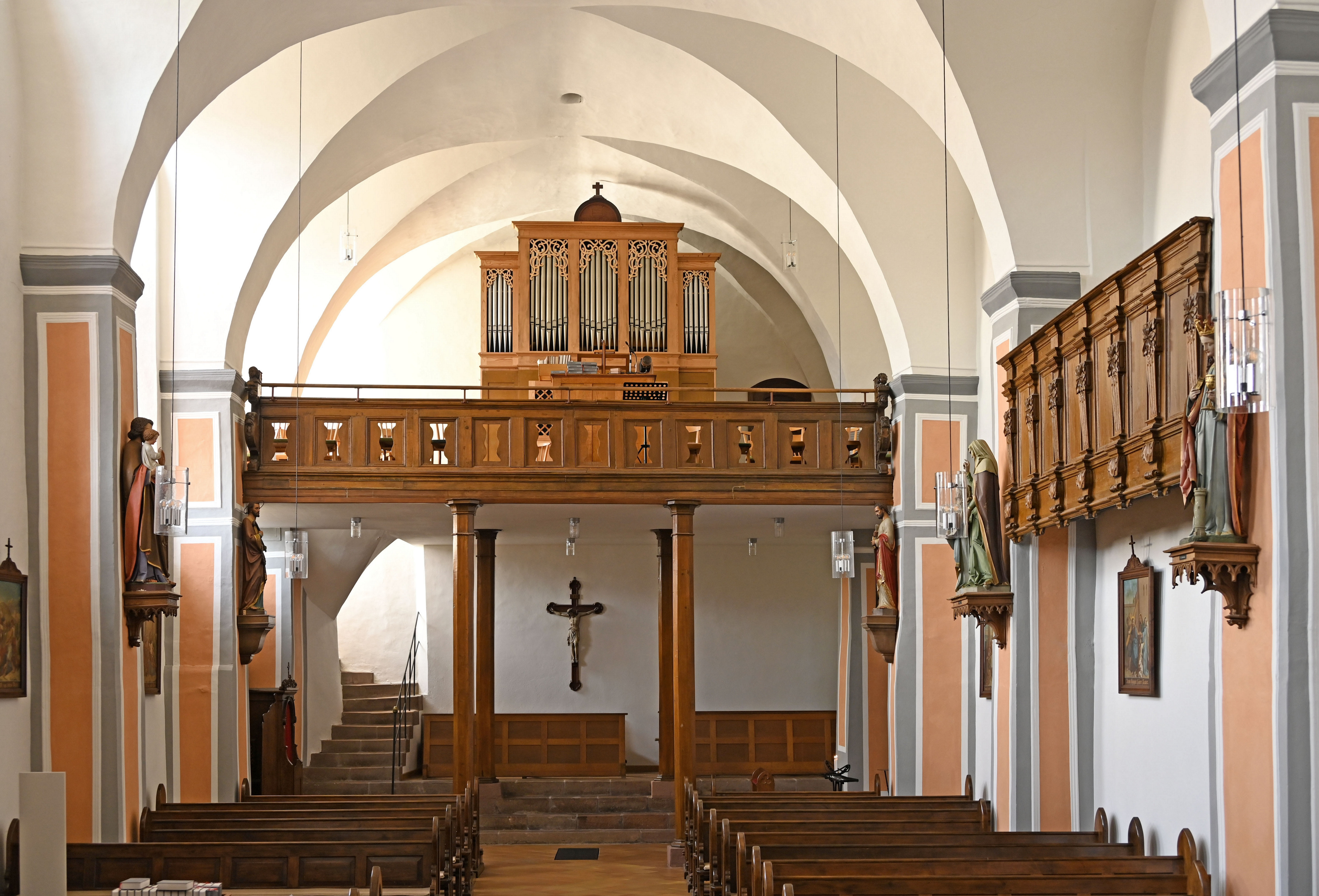
Orgelempore

## Pfarrer ab 1899
- 1899–1938: Dr. Anton Glattfelder
- 1938–1938: Dr. Josef Pauels CM
- 1938–1948: Peter Plein
- 1949–1950: Georg Grundtke CM
- 1950–1982: Peter Billig CM
- 1982–1987: Manfred Heinzen CM
- 1987–1994: Hans Werner Link CM
- 1994–2001: Jürgen Schmitt CM
- 2001–?: Egon Kettern CM